# Góra Kozacka
Góra Kozacka – wzniesienie morenowe o wysokości 136,8 m n.p.m. w woj. pomorskim, na obszarze gminy Kolbudy, w Polsce.
Obecnie wzniesienie nie ma prawnie unormowanej nazwy, jednak na przedwojennych mapach polskich i niemiecki występuje pod nazwą Kosaken Berg z wysokością 136,5 m n.p.m. w dowolnym tłumaczeniu „Kozacka Góra", „Kozacza Góra”, „Góra Kozacka” itp.
Na wschód od wzniesienia, w odległości ok. 300 m znajduje się składowisko śmieci „Szadółki – Szajdułki”, zaś nieco dalej w tym samym kierunku w odległości ok. 900 m przebiega Obwodnica Trójmiasta.
Pierwotnie u północnego podnóża wzniesienia znajdowało się jedno za źródeł Potoku Oruńskiego, jednak po ustanowieniu składowiska odpadów i niwelacji terenu źródło zostało odcięte.